# الأرض (مسلسل)
الأرض هو مسلسل تلفزيوني تشويق وإثارة و درامي جزائري عُرض لأول مرة في رمضان 1446 هـ (2025) على شاشة سميرة تي في.

## قصة مسلسل
تقرر عائلة إقامة حفل زفاف في أرض تملكها، وسط أجواء من الفرح والاحتفال. لكن ما كان يُفترض أن يكون ليلة سعيدة، يتحول إلى كابوس مرعب عندما يقع ما لم يكن في الحسبان. فجأة، تعمّ الفوضى، ويجد الجميع أنفسهم في دوامة من الرعب، حيث يتحول العرس إلى ساحة قاتلة، ويصبح كل حاضر فيه هدفًا محتملاً. تُثار الشكوك، ويبدأ الصراع من أجل البقاء،

## الممثلون
البطولة
- حسان كشاش
- سيد أحمد قومي
- مصطفى لعريبي
- إيمان نوال
- نوميديا لزول
- فيزية توقورتي
- أحمد رزاق
- عباس حبيب زحماني
- زكرياء بن محمد

وعدة نجوم وممثلين جزائريين

## روابط خارجية
- الأرض على موقع IMDb (الإنجليزية)
- الأرض على موقع قاعدة بيانات الأفلام العربية
- حلقات المسلسل